# Pele (bogini)
Pele – hawajska bogini wulkanów, córka bogini Haumei i boga Kāne Milohai. Według jednej z hawajskich legend bogini przypłynęła na Hawaje z Tahiti w pirodze podarowanej przez króla rekinów. Pływała wokół wysp szukając miejsca do osiedlenia – wybrała wulkan Kīlauea. Według Hawajczyków zamieszkuje krater Halemaʻumaʻu.